# Tri-Sphere
Tri-Sphere（トライスフィア）は、日本の女性アイドルグループである。

## 概要
WiLLの元メンバー釆澤彩香を中心に2019年4月に結成されたダンス&ヴォーカル・グループ。楽曲はロック、エレクトロ、テクノと多岐にわたる。当初4名で結成された後にメンバーの変遷を経て、2022年12月から3人の新体制にて活動中。
グループ名のTri-Sphereは三位一体を表しメンバーの個性を表現する他、ステージパフォーマンスに必要とされる心・技・体の意味が込められている。
プロデューサーはWiLL、つばさFly、Qamなどの楽曲を手掛けたyUsUke（ex.fly sleep fly）。

## メンバー
| イメージカラー | 名前                         | 誕生日  | 血液型 | 出身地   | 備考                                      |
| -------------- | ---------------------------- | ------- | ------ | -------- | ----------------------------------------- |
| 黄色           | 斉藤 春香（さいとう はるか） | 2月27日 | A型    | 愛知県   | 初期メンバー                              |
| 黒             | 紫月 風花（しづき ふうか）   | 1月20日 | A型    | 神奈川県 | 2022年12月加入 元三日月スナイパーメンバー |
| 赤             | 安堂 朱莉（あんどう じゅり） | 7月18日 | 不明   | 長野県   | 2022年12月加入                            |
| 紫             | 月城 めり（つきしろ めり）   | 7月20日 | B型    | 大阪府   | 2024年2月加入                             |

元メンバー
| イメージカラー | 名前                         | 誕生日   | 血液型 | 出身地   | 備考                                                      |
| -------------- | ---------------------------- | -------- | ------ | -------- | --------------------------------------------------------- |
| ピンク         | 釆澤 彩香（うねざわ あやか） | 9月22日  | A型    | 栃木県   | 初期メンバー 2021年9月卒業 元WiLLメンバー                 |
| 紫             | 宮尾 しあ（みやお しあ）     | 10月22日 | AB型   | 浙江省   | 初期メンバー 2019年7月脱退                                |
| 赤             | 大塚 美青 （おおつか みお）  | 2月22日  | O型    | 東京都   | 初期メンバー 2022年6月卒業 現在はゼロサンクチュアリで活動 |
| オレンジ       | 佐倉 リイナ（さくら りいな） | 8月25日  | A型    | 鹿児島県 | 2020年9月加入 2022年6月卒業 元VANDARIZEメンバー           |
| 白             | 椋木 芽瑠（くらき める）     | 3月1日   | A型    | 鹿児島県 | 2020年9月加入 2022年6月卒業 現在はSeven Day'zで活動       |

## 経歴
2019年
- 5月25日 新宿MARZ/新宿Marble/新宿Motion 3会場を使ったサーキットライブ「夢より素敵な 番外編～新宿サーキットスペシャル～」に出演。新宿motionにてお披露目。[2]
- 7月 学業に専念する為、宮尾しあが脱退。[3]
- 9月 3ヶ月連続配信シングルリリースを発表。11月までに「PRIZM」[4]「triangle relation」「Eternity」の3作品を立て続けにリリース。
- 12月12日 渋谷freedomにて1stワンマンライブ「Sphere of Light」開催。[5]ワンマン直後の深夜0時には「starlight」がサプライズ配信リリース。[6]

2020年
- 2月 前年に配信されたシングル「starlight」のミュージックビデオを公開。[7]
- 3月 1stフルアルバム「TRI-ANGLE」を配信リリース。[8]こちらはAmazonオンデマンドを通してCDのリリースもあったが、Amazon側のサービス終了と共に現在は購入不可となっている。[9]
- 4月 コロナ流行の兆しを見せライブ活動が困難になる中、オンライン上での活動を模索し始める。メンバーそれぞれがバラバラに撮影した映像を編集しyoutube上で仮想ライブを行うなど、精力的に活動。[10]
- 5月25日 活動開始1周年の日に新曲「Sphere of Light」のミュージックビデオを公開。[11]コロナ禍で自宅待機をしていたメンバーがそれぞれスマートフォンを使って録音したボーカル音源が使用された。

- 8月27日（木）再レコーディングされた「Sphere of Light」を配信シングルとしてリリース[12]
- 10月 同じ事務所で同時期に解散したVANDARIZEより佐倉リイナが移籍、また椋木芽瑠を新メンバーとして迎え5人体制として活動開始[13]。
- 11月 配信シングル「same as you」のリリースを皮切りに仙台、大阪、名古屋、東京を回るツアー「Tri-Sphere LIVE TOUR2020-2021 -same as you-」を開催[14]。

2021年
- 2月 昨年末より行っていたツアーのファイナルを2月18日 渋谷club asiaの2ndワンマンライブにて完走。チケットはソールドアウト[15]。
- 3月 前月の渋谷club asiaでのワンマンライブがコロナ禍による会場の時短営業によりライブ時間を短縮せざるを得なかったため、3/6（土）@下北沢 ERAにて追加公演「Tri-Sphere live tour 2020-2021 same as you-And,Again-」を行った[16]。
- 5月25日 新宿MARZにてTri-Sphere2周年記念公演「LIGHT MY FIRE」を開催。[17]
- 6月30日 初の流通盤「Seize the Moment/Spica」をリリース[18]。
- 9月1日 新宿ReNYにて3rdワンマンライブ「SEIZE THE MOMENT」を開催[19]。このワンマンライブをもって初期メンバー釆澤彩香が卒業。[20]
- 11月13日 小岩オルフェウスにて新体制初の主催イベント「NEW ORDER」を開催。バンドセットにてライブを敢行。[21]

2022年
- 1月26日 配信シングル「ever lost」をリリース。[22]
- 5月25日 活動開始3周年の日に新宿BLAZEにて4thワンマンライブ「UTOPIA」を開催。[23]
- 6月17日 新宿WALLYにて主催イベント「LOCUS」を開催。このイベントをもって大塚美青、佐倉リイナ、椋木芽瑠の3名が卒業し活動休止となる。[24]
- 12月4日 デビューの地、新宿motionにて新体制お披露目ライブ「Beginning to See the Light」を開催。紫月風花、安堂朱莉の2名を新メンバーとして迎え3名体制で活動再スタート。[25]

2023年
- 5月25日 活動開始4周年の日に池袋リヴォイスにて単独公演「GROWING FORCE」を開催。[26]
- 9月27日 現体制初音源となるミニアルバム「PRAYER」を配信リリース。[27]
- 10月1日 新宿MARZにて5thワンマンライブ「ASTRONAUTS」を開催。[28]アンコールのMCでは2024年5月26日に下北沢シャングリラにて、5周年を記念した6thワンマンライブを開催することを発表した。[29]

## ディスコグラフィー

### シングル
| #   | 発売日        | タイトル                 | 規格品番 | 収録曲                                         | オリコン最高位 |
| --- | ------------- | ------------------------ | -------- | ---------------------------------------------- | -------------- |
| 1st | 2021年6月30日 | Seize the Moment / Spica | PGR-1004 | 1. Seize the Moment 2. Spica 3. Felling Good!! | 95位           |

### 配信シングル
| #   | 発売日         | タイトル          | 収録曲                  |
| --- | -------------- | ----------------- | ----------------------- |
| 1st | 2019年9月18日  | PRIZM             | 1. PRIZM                |
| 2nd | 2019年10月16日 | triangle relation | 1. triangle relation    |
| 3rd | 2019年11月13日 | Eternity          | 1. Eternity             |
| 4th | 2019年12月13日 | starlight         | 1. starlight            |
| 5th | 2020年8月27日  | Sphere of Light   | 1. Sphere of Light      |
| 6th | 2020年11月11日 | Same as you       | 1. Same as you 2. PRIZM |
| 7th | 2022年1月26日  | ever lost         | 1. ever lost            |

### 配信アルバム
| #   | 発売日        | タイトル  | 収録曲 |
| --- | ------------- | --------- | --- |
| 1st | 2020年3月25日 | TRI-ANGLE | 1. TRI-ANGLE（inst） 2. PRIZM（album ver.） 3. without you 4. inside me 5. WORLD'S END 6. triangle relation （album ver.） 7. Eternity （album ver.） 8. fall like snow 9. starlight （album ver.） 10. High Girls 11. Color of Summer 12. Irony 13. Our Sphere |

### 配信ミニアルバム
| #   | 発売日        | タイトル | 収録曲                                                                                         |
| --- | ------------- | -------- | ---------------------------------------------------------------------------------------------- |
| 1st | 2023年9月27日 | PRAYER   | 1. Pray for you（inst） 2. BRAND NEW WORLD 3. PRIZM 4. inside me 5. RAINBOW 6. Innocent Prayer |

## 出演

### ラジオ
- ”GLOW”ing Up!!（鎌倉FM）釆澤彩香がメインMCを担当 2018年4月7日-2020年2月1日

### 映画
- バースト　あなたがくれたもの（佐藤孝匡監督）斉藤春香のみ出演。2021年度スマートフォン・フィルム・フェスティバル国際短編部門グランプリ受賞 （2021年）